# Lauroux
Lauroux település Franciaországban, Hérault megyében. Lakosainak száma 208 fő (2022. január 1.). Lauroux Les Rives, Lodève, Pégairolles-de-l’Escalette, Les Plans, Poujols, Romiguières, Roqueredonde és Saint-Félix-de-l’Héras községekkel határos.

## Népesség
A település népességének változása:
| Lakosok száma | 140  | 152  | 149  | 195  | 197  | 190  | 200  | 205  | 204  | 208  |
|               | 1968 | 1982 | 1990 | 2006 | 2013 | 2015 | 2017 | 2019 | 2020 | 2022 |